# Pycnogonum pusillum
Pycnogonum pusillum är en havsspindelart som beskrevs av Dohrn, A. 1881. Pycnogonum pusillum ingår i släktet Pycnogonum och familjen Pycnogonidae. Inga underarter finns listade i Catalogue of Life.